# Black MIDI

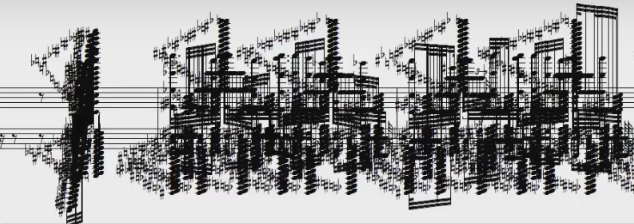
Fragmento de Black MIDI en una partitura. Se superponen grandes cantidades de notas muy juntas entre sí, lo que significa que una partitura musical tradicional parece casi completamente negra; de ahí el nombre "Black MIDI"

El Black MIDI, también conocido como Blackened musical notation (en japonés 黒楽譜, くろがくふ, Kuro Gakufu) es un género de música experimental que emplea archivos MIDI para componer canciones. Poseen un gran número de notas (las cuales pueden variar desde miles hasta millones y billones de notas) que suenan a la vez y suele ser un repertorio de varios remixes de temas conocidos, aunque algunos músicos han compuesto incluso sus propias canciones.
Respecto a su origen, la primera canción de tipo Black MIDI fue publicada el 30 de abril de 2009 por el usuario Shirasagi Yukki en su cuenta de YouTube. Posteriormente uno de los grandes impulsores del Black MIDI fue John L. Sinnesloschen. Por otro lado, en 1998, el japonés kakakakaito comenzó a componer temas en Black MIDI y publicarlos en su propio canal, subiendo su primer vídeo en febrero de 2011. 
Sin embargo, se hicieron ya obras a principios del siglo XX en pianolas donde el sistema del rollo donde se perforaban las notas (l partitura) que tocaba la pianola permitía que se tocasen piezas imposibles de tocar a cuatro o más manos. 
La única forma de poder componer o tocar Black MIDI es mediante programas como Synthesia, FL Studio, SynthFont, Piano From Above, MIDITrail, Ultralight MIDI Player (un programa Java) o Zenith MIDI Renderer, pues es imposible que una única persona sea capaz de tocar tantas notas al mismo tiempo. El nombre de Black MIDI proviene de los primeros músicos, que al ver las partituras se veían tantas notas juntas que formaban una gran mancha negra en medio del pentagrama.